# کیریباتی
کیریباتی با نام رسمی جمهوری کیریباتی (به کیریباسی: Ribaberiki Kiribati) کشوری جزیره‌ای در اقیانوس آرام است. نام این کشور عمدتاً کیریباس تلفظ می‌شود. در زبان کیریباسی ti به صورت «س» تلفظ می‌شود و به این خاطر تلفظ درست و رایج نام این کشور کیریباس و زبان آن کیریباسی است.
پایتخت کیریباس تاراوای جنوبی است و در تاریخ ۱۲ ژوئیهٔ ۱۹۷۹ از بریتانیا اعلام استقلال کرد. مساحت آن ۸۱۱ کیلومتر مربع و از نظر وسعت رتبه ۱۸۶ را دارد. جمعیت آن حدود ۱۱۹٬۰۰۰ نفر برآورد شده‌است. این کشور از ۳۳ آب‌سنگ تشکیل شده که ۲۱ عدد آن مسکونی هستند.
واژهٔ کیریباس تلفظ بومیان این کشور از واژهٔ «گیلبرتس» (به انگلیسی: Gilberts) است. نام «گیلبرتس» برآمده از نام توماس گیلبرت است که به همراه جان مارشال از نخستین اروپایی‌هایی بودند که در سال ۱۷۸۸ میلادی به جزیره‌های گیلبرت رسیدند.
جمهوری کیریباتی مجموعه‌ای از ۳۳ جزیره در اقیانوس آرام است که بخشی از آن‌ها بالای خط استوا و بخشی دیگر در پایین خط استوا قرار دارد. این جزایر با نام جزایر گیلبرت هم شناخته می‌شوند. این مجموعه جزایر، فضایی به طول ۴۰۰۰ کیلومتر و عرض ۲۰۰۰ کیلومتر را اشغال کرده‌اند. بسیاری از جزایر مرجانی این کشور غیرقابل سکونت بوده و با بالا آمدن آب دریا هنگام مد زیر آب می‌روند. با توجه به این، تنها ۸۱۱ کیلومتر مربع از این جزایر قابل سکونت است.
کیریباس تنها کشور جهان است که در هر چهار نیم‌کره واقع است. یکی از نکات جالب در مورد این کشور کوچک این است که در دو سوی خط بین‌المللی تاریخ قرار گرفته‌است یعنی در یک سوی این خط، تاریخ یک روز عقب‌تر از سوی دیگر است. با توجه به این موضوع، دولتمردان این کشور در سال ۱۹۹۵ خط را به سمت شرق حرکت دادند تا همهٔ کشور در یک روز قرار بگیرد. همین اتفاق سبب شد تا روز اول ژانویه سال ۲۰۰۰ کیریباس اولین کشور بخش مسکونی زمین باشد که وارد هزاره سوم میلادی می‌شود و پس از آن نام جزیره کارولین — که اولین بخش جهان بود که سال جدید را تجربه کرد — به جزیرهٔ هزاره تغییر کرد.
زبان‌های رسمی کیریباسی (گیلبرتی) و انگلیسی هستند. واحد پول کیریباس، دلار استرالیا با واحد جزء (سنت) است.

## تاریخ
کیریباس از قدیمی‌ترین اقامت‌گاه‌های مردم اقیانوسیه به‌شمار می‌رود. به‌طوری‌که اولین ساکنان کیریباس یک سده پس از میلاد مسیح به این جزایر مهاجرت کردند و این مهاجرت در سده ۱۴ میلادی به اوج خود رسید. عمدهٔ مهاجران فیجیایی و تونگایی‌تبار بودند. فرهنگ مردم کیریباتی برگرفته از فرهنگ سنتی میکرونزیایی است. به‌علت وجود معادن فسفر در این جزایر، با رسیدن کشتی‌های انگلیسی و آمریکایی در اواخر سدهٔ ۱۸ و اوایل سدهٔ ۱۹ میلادی، پای غربی‌ها به این جزایر باز شد.
نخستین مهاجرنشینان بریتانیایی در سال ۱۸۳۷ به کیریباس رسیدند و در سال ۱۸۹۲ کیریباس که تا اوایل قرن بیستم تحت‌الحمایهٔ بریتانیا شد. پس از آن جزایر گیلبرت و اِلیس در سال ۱۹۱۵ و ۱۹۱۶ و جزیرهٔ کیریتیماتی یا کریسمس در سال ۱۹۱۹ و جزایر فینیکس در سال ۱۹۳۷ به‌صورت املاک خالصه بریتانیا به کیریباتی اضافه شدند.
به‌خاطر این‌که تحت‌الحمایهٔ بریتانیا بودن در زمان جنگ جهانی دوم این کشور محل جنگ ژاپن و آمریکا بود. تاراوا و جزایر گیلبرت در جنگ جهانی دوم توسط ژاپنی‌ها تصرف شدند. در تاراوا یکی از خونین‌ترین رخدادهای جنگ جهانی دوم رقم خورد که در نوامبر ۱۹۴۳ نیروی دریایی آمریکا برای بیرون راندن نیروهای ژاپنی از کیریباس با آن‌ها درگیر شده و چندین هزار تن از دو طرف کشته شدند.
جزایر گیلبرت و الیس (که اکنون تووالو خوانده می‌شود) در سال ۱۹۷۵ از کیریباس جدا شدند و توسط بریتانیا به خودمختاری رسیدند. کیریباتی نیز در ۱۲ ژوئیه ۱۹۷۹ از بریتانیا اعلام استقلال کرد. در سال ۱۹۹۹ کیریباتی به عضویت سازمان ملل متحد درآمد.

## سیاست

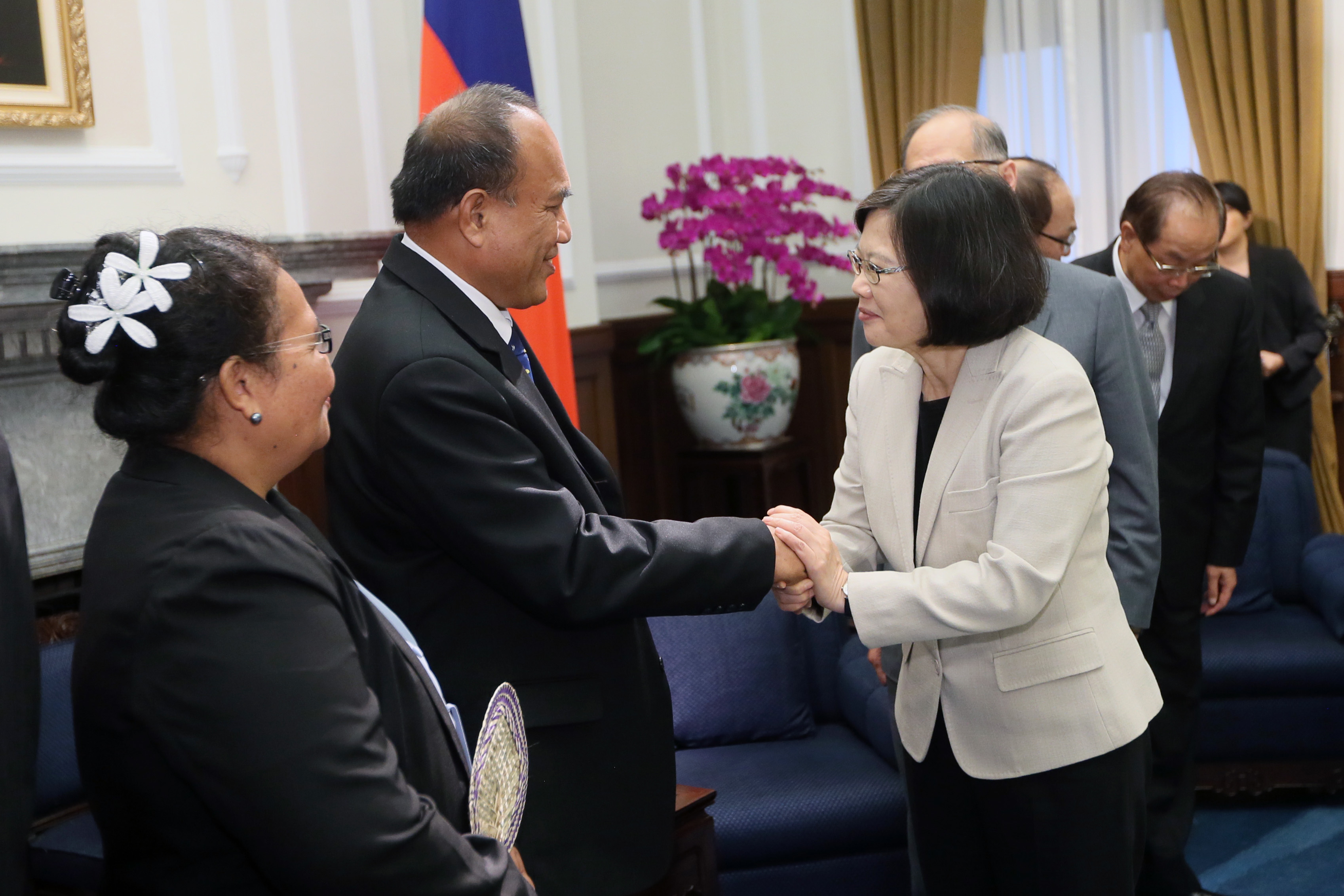
تانتی مامائو رئیس‌جمهور کریباتی و تسای اینگ رئیس‌جمهور تایوان

تیتوا تیناکی از سال ۱۹۹۱ رئیس‌جمهور کیریباس شد. در سال ۲۰۰۳ میلادی آنوته تونگ ریاست جمهوری کیریباتی را برای سه دورهٔ پیاپی ۴ ساله برعهده گرفت.

## جغرافیا
جمهوری کیریباتی مجموعه جزایری است واقع در قارهٔ اقیانوسیه، اقیانوس آرام جنوبی، در مرکز استوا یا نیمگان زمین و در انتهای خط بین‌المللی روزگردان، شمال تووالو و شرق نائورو، پایتخت این کشور شهر بایریکی با ۳۲ هزار نفر جمعیت می‌باشد.
مساحت کیریباس ۸۱۱ کیلومتر مربع و جمعیت آن ۱۱۹٬۰۰۰ نفر است. مهم‌ترین شهر کیریباس تاراوا با ۳۶ هزار نفر جمعیت است. کیریباس مشتمل بر ۳۳ جزیره‌است که مهم‌ترین آنها، جزایر گیلبرت، جزایر فینیکس و جزایر لاین نام دارند.
به گفته کارشناسان، با ادامه روند گرم‌شدن زمین، اولین کشوری که بر روی زمین به زیر آب خواهد رفت، کیریباتی است.

## آب و هوا
| داده‌های اقلیم تاراوا                         | داده‌های اقلیم تاراوا | داده‌های اقلیم تاراوا | داده‌های اقلیم تاراوا | داده‌های اقلیم تاراوا | داده‌های اقلیم تاراوا | داده‌های اقلیم تاراوا | داده‌های اقلیم تاراوا | داده‌های اقلیم تاراوا | داده‌های اقلیم تاراوا | داده‌های اقلیم تاراوا | داده‌های اقلیم تاراوا | داده‌های اقلیم تاراوا | داده‌های اقلیم تاراوا |
| ماه                                          | ژانویه               | فوریه                | مارس                 | آوریل                | مه                   | ژوئن                 | ژوئیه                | اوت                  | سپتامبر              | اکتبر                | نوامبر               | دسامبر               | سال                  |
| -------------------------------------------- | -------------------- | -------------------- | -------------------- | -------------------- | -------------------- | -------------------- | -------------------- | -------------------- | -------------------- | -------------------- | -------------------- | -------------------- | -------------------- |
| میانگین بیش‌ترین °C (°F)                      | ۳۱ (۸۸٫۴)            | ۳۱ (۸۸٫۳)            | ۳۱ (۸۸٫۳)            | ۳۱ (۸۸٫۶)            | ۳۱ (۸۸٫۵)            | ۳۲ (۸۸٫۷)            | ۳۲ (۸۸٫۹)            | ۳۲ (۸۸٫۸)            | ۳۱ (۸۸٫۶)            | ۳۲ (۸۹٫۲)            | ۳۲ (۸۹٫۱)            | ۳۲ (۸۸٫۷)            | ۳۱ (۸۸٫۶)            |
| میانگین کم‌ترین °C (°F)                       | ۲۴ (۷۶٫۱)            | ۲۵ (۷۷٫۰)            | ۲۵ (۷۷٫۵)            | ۲۵ (۷۷٫۷)            | ۲۶ (۷۸٫۲)            | ۲۶ (۷۷٫۹)            | ۲۶ (۷۸٫۱)            | ۲۶ (۷۸٫۲)            | ۲۶ (۷۸٫۳)            | ۲۶ (۷۷٫۹)            | ۲۵ (۷۷٫۷)            | ۲۵ (۷۷٫۲)            | ۲۵ (۷۷٫۵)            |
| بارندگی میلی‌متر (اینچ)                       | ۲۲۰ (۸٫۶۶)           | ۱۸۰ (۷٫۰۹)           | ۱۸۰ (۷٫۰۹)           | ۱۹۰ (۷٫۴۸)           | ۱۷۰ (۶٫۶۹)           | ۱۶۰ (۶٫۳)            | ۱۶۰ (۶٫۳)            | ۱۶۰ (۶٫۳)            | ۱۲۰ (۴٫۷۲)           | ۱۴۰ (۵٫۵۱)           | ۱۲۰ (۴٫۷۲)           | ۲۲۰ (۸٫۶۶)           | ۲٬۰۲۰ (۷۹٫۵۳)        |
| منبع: Pacific Climate Change Science Program |                      |                      |                      |                      |                      |                      |                      |                      |                      |                      |                      |                      |                      |

## تقسیمات کشوری
| نقشه                      | جزیره/جزایر | مساحت | جمیعت |
| ------------------------- | ----------- | ----- | ----- |
|                           | جزایر لاین  |       |       |
| جزایر گیلبرت              |             |       |       |
| جزیره فلینت               |             |       |       |
| جزیره استارباک            |             |       |       |
| جزیره فنینگ / تابوآئران   |             |       |       |
| جزیره واشینگتن / ترائینا  |             |       |       |
| جزیره وستوک               |             |       |       |
| جزیره ملدن                |             |       |       |
| جزیره کریسمس / کیریتیماتی |             |       |       |
| جزایر فینیکس              |             |       |       |
| جزایر گیلبرت              |             |       |       |
| جزایر فونیکس              |             |       |       |

## اقتصاد

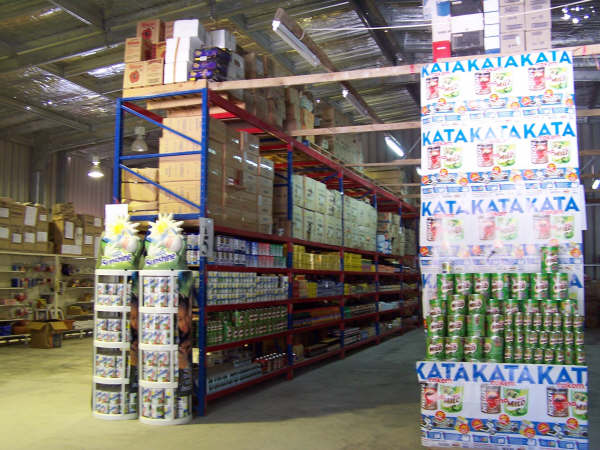
سوپرمارکت کیریباتی

از مهم‌ترین صادرات کیریباس، نارگیل و ماهی را می‌توان نام برد، صنعت گردشگری نیز در این کشور از جمله صنایع مهم به‌شمار می‌رود. کیریباس از اعضای کشورهای همسود است.

## توضیحات
1. ↑  Millennium